# Macrolophus pygmaeus
Macrolophus pygmaeus is een wants uit de familie van de blindwantsen (Miridae). De soort werd het eerst wetenschappelijk beschreven door Jules Pierre Rambur in 1839.

## Uiterlijk
De redelijk langwerpig gevormde, lichtgroene blindwants is altijd langvleugelig en kan 3 tot 4 mm lang worden. Het lichaam is bedekt met fijne witte haartjes. De voorvleugels zijn lichtgroen, net als de pootjes en de kop. De kop heeft achter de ogen een duidelijke zwarte streep. Het driehoekige gebied rondom het scutellum, de (clavus), heeft een zwarte stip op de punt. Van de antennes is het eerste segment zwart van kleur en de rest wit of geel. De wants lijkt sterk op Macrolophus melanotoma. Dit is geen van nature in Nederland voorkomende soort maar kan uit kassen ontsnapt zijn waar ze gebruikt worden als natuurlijke bestrijder van diverse plaaginsecten. De soort kan ook verward worden met Macrolophus rubi maar die komt zoals de naam al aangeeft voornamelijk voor op braam, is iets groter en heeft naar verhouding langere antennes en de onderlinge lengteverhouding van de antennesegmenten verschilt.

## Leefwijze
Er zijn minimaal twee generaties per jaar en de wants overwintert als eitje en als nimf. De volwassen dieren worden van april tot oktober op schaduwrijke plaatsen gevonden op 
bosandoorn (Stachys sylvatica) maar ook op andere harige planten zoals: kleverige salie (Salvia glutinosa), diverse distels en rotsooievaarsbek (Geranium macrorrhizum).

## Leefgebied
In Nederland komt de soort algemeen voor en wordt verder aangetroffen in Europa, Azië en Noord-Afrika. 